# Gloversville
U.S. Decennial Census
Gloversville est une ville située dans le comté de Fulton, dans l’État de New York, aux États-Unis, au nord des Adirondacks.

## Histoire
En plein essor à la fin du XIXe siècle, Gloversville était la ville du gant mais aussi d'autres objets en cuir : chaussures, manteaux, sacs, fauteuils. Á son apogée 9 paires de gants sur 10 aux États-Unis y étaient fabriquées.
Après la Seconde Guerre mondiale l'industrie déclina et la ville périclita. La population forte de 23 634 habitants en 1940 n'était plus que de 15 131 en 2020.

## Gloversville dans la littérature
L’écrivain Richard Russo consacre une partie de son récit Ailleurs à son enfance à Gloversville. Il évoque l'industrie du gant, l'évolution des  méthodes de tannage ainsi que  les conséquences environnementales et sur la santé des habitants qui payèrent un lourd tribut aux maladies professionnelles. Il évoque une ville en plein déclin.